# 迈泽绍什
迈泽绍什，是匈牙利豪伊杜-比豪尔州所辖的一个村。总面积26.39平方公里，总人口626，人口密度23.7人/平方公里（2011年1月1日）。